# NGC 2658
NGC 2658 је расејано звездано јато у сазвежђу Компас које се налази на NGC листи објеката дубоког неба.
Деклинација објекта је - 32° 39' 22" а ректасцензија 8h 43m 27,3s. Привидна величина (магнитуда) објекта NGC 2658 износи 9,2. NGC 2658 је још познат и под ознакама OCL 723, ESO 432-SC4.